# Anzygina toetoe
Anzygina toetoe är en insektsart som först beskrevs av Cumber 1952.  Anzygina toetoe ingår i släktet Anzygina och familjen dvärgstritar. Inga underarter finns listade i Catalogue of Life.

## Bildgalleri

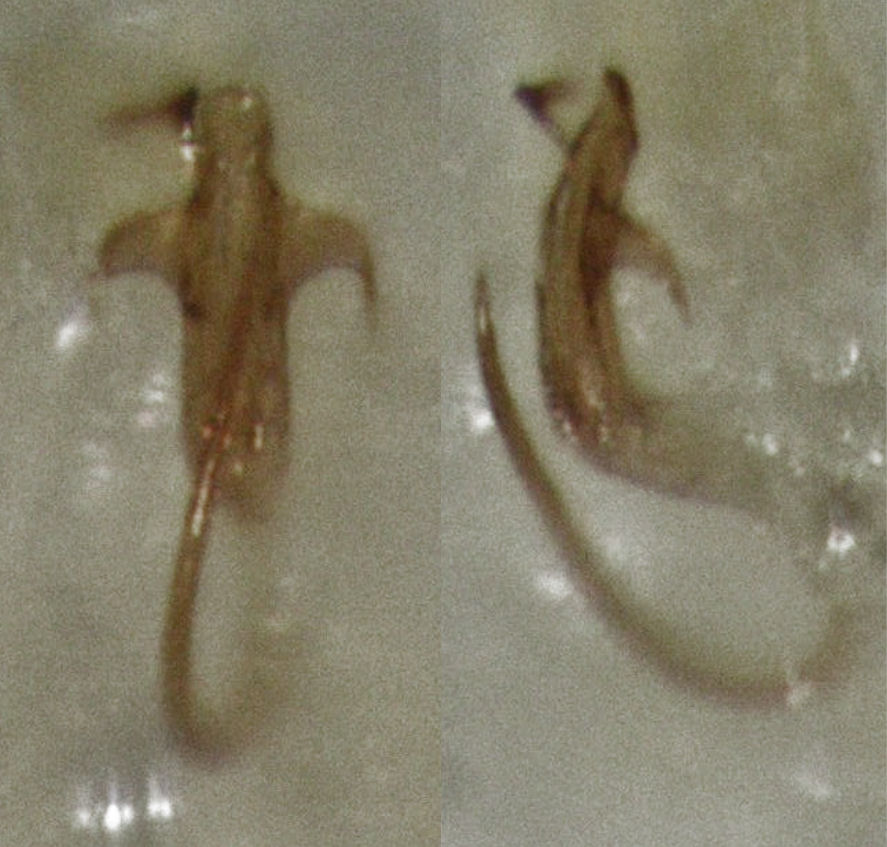